# Vishram Bedekar
Vishram Bedekar (eigentlich Vishwanath Chintaman Bedekar; Marathi विश्राम बेडेकर, Viśrām Beḍekar; * 13. August 1906 in Amravati; † 30. Oktober 1998 in Pune, Maharashtra) war ein indischer Autor, Dramatiker und Regisseur des Marathi- und Hindi-Films.

## Leben
Bedekar wuchs in Amravati auf. Während seiner College-Zeit interessierte er sich für englische Literatur und Theater. In den 1930er Jahren ging er nach Pune und arbeitete als Autor für eine Sangeet Natak-Theatergruppe. Über diese kam er mit dem Film in Berührung und hatte sein Debüt 1934 mit Krishnarjun Yuddha.
1938 besuchte er einen Filmkurs in England und veröffentlichte nach seiner Rückkehr seinen ersten und einzigen Roman Ranangan (1939), der ein wichtiges Werk der modernen Literatur in Marathi ist. Er porträtiert die Liebe zwischen einem Inder und einer jungen, jüdischen Deutschen vor dem Hintergrund des Zweiten Weltkrieges.
Bedekar ging zur Prabhat Film Company in Pune und arbeitete 1941 für V. Shantarams Shejari/Padosi. 1945 führte er Regie bei Lakhrani, an dessen Produktion auch Guru Dutt beteiligt war. Danach drehte er Melodramen für Baburao Pendharkar. 1951 schrieb er das Drehbuch für Shantarams erfolgreichen Film Amar Bhoopali. Mit Rustom Sohrab (1963) führte Bedekar Regie bei einer der ersten Produktionen der Ramsay Brothers.
Als Autor schuf Bedekar zahlreiche Schauspieldramen, darunter Brahmakumari, Vaje Paool Apule und Tilak Ani Agarkar. Sein letztes Drama Tilak Ani Agarkar aus dem Jahr 1980 dreht sich um emotionale und geistige Konflikte zwischen zwei Freunden.
Vishram Bedekars Autobiografie Ek Jhaad Ani Don Pakshi erschien 1985.